# Chrysomma
Chrysomma és un gènere d'ocells de la família dels paradoxornítids (Paradoxornithidae), tot i que sovint encara se'l troba classificat amb els sílvids (Sylviidae).

## Taxonomia
Segons la Classificació del Congrés Ornitològic Internacional (versió 2.6, 2010) aquest gènere conté dues espècies:
- Chrysomma altirostre - Crisoma de Jerdon.
- Chrysomma sinense - Crisoma ulldaurat.